# Iridomyrmex cappoinclinus
Iridomyrmex cappoinclinus es una especie de hormiga del género Iridomyrmex, subfamilia Dolichoderinae. Fue descrita científicamente por Shattuck en 1993.
Se distribuye por Australia. Se ha encontrado en varias especies del género Acacia.